# Grange Hockey Club
Der Grange Men’s Hockey Club bildet zusammen mit den Grange Edinburgh Ladies eine der vier Abteilungen des am Portgower Place gelegenen Grange Club in Edinburgh.  Die anderen drei im Gesamtverein betriebenen Sportarten sind Cricket, Squash und Tennis. Der in weißen Trikots und blauen Hosen spielende Verein wurde im April 1905 als Edinburgh Northern Hockey Club gegründet und gehört somit zu den ältesten und mit sieben Herrenmannschaften auch zu den größten in Schottland.

## 1. Herren
| Europapokalbilanz Herren Feld |                       |        |       |           |
| Jahr                          | Wettbewerb            | Niveau | Platz | Ort       |
| 1984                          | Club Champions Trophy | 2      | 3     | Wien      |
| 1995                          | Cup Winners Cup       | 1      | 5     | Cagliari  |
| 1996                          | Club Champions Trophy | 2      | 5     | Prag      |
| 1997                          | Club Champions Trophy | 2      | 7     | Cagliari  |
| 2001                          | Cup Winners Trophy    | 2      | 2     | Wien      |
| 2003                          | Club Champions Trophy | 2      | 5     | Rom       |
| 2008                          | Euro Hockey League    | 1      | VR 24 | Den Haag  |
| 2010                          | Club Trophy           | 2      | 2     | Cardiff   |
| 2012                          | Club Challenge        | 3      | 1     | Zagreb    |
| 2013                          | Euro Hockey League    | 1      | VR 24 | Barcelona |
| 2014                          | Club Trophy           | 2      | 6     | Cagliari  |
| 2015                          | Club Trophy           | 2      | 5     | Dublin    |
| 2016                          | Euro Hockey League    | 1      | VR 24 | Hamburg   |
| 2018                          | Club Trophy           | 2      | 1     | Wien      |
| 2019                          | Euro Hockey League    | 1      | VR 24 | Barcelona |

Die 1. Herrenmannschaft gehört zu den besten Teams Schottlands und stellt regelmäßig Spieler für die Nationalmannschaft ab. Mit Michael Watt spielt auch ein irischer Nationalspieler für Grange. Die Mannschaft gehört der höchsten schottischen Liga an und erreichte 2007 das Pokalfinale, welches gegen den Kelburne HC glatt mit 0:5 verloren ging. In der neu eingeführten Euro Hockey League schied das Team beim Turnier im Oktober 2007 in Den Haag nach Niederlagen gegen den zweifachen Europapokalsieger Atlètic Terrassa und dem HC Rotterdam bereits in der Vorrunde aus.
Internationale Erfolge
- EuroHockey Club Trophy: 2018
- EuroHockey Club Challenge: 2012